# Entropie (thermodynamique)
Pour les articles homonymes, voir Entropie.
Vous pouvez aider à l'améliorer ou bien discuter des problèmes sur sa page de discussion.
- Certaines informations devraient être mieux reliées aux sources mentionnées dans la bibliographie ou les liens externes. Améliorez sa vérifiabilité en les associant par des références. (Marqué depuis septembre 2023)
- Son texte doit être wikifié : il ne correspond pas à la mise en forme Wikipédia (style, typographie, liens internes, liens entre les wikis, etc.). (Marqué depuis septembre 2023)

L'entropie est une grandeur physique qui caractérise le degré de désorganisation d'un système. Introduite en 1865 par Rudolf Clausius, elle est nommée à partir du grec ἐντροπή, littéralement « action de se retourner » pris au sens de « action de se transformer ».

## Définition
En thermodynamique, l'entropie est une fonction d'état extensive (c'est-à-dire, proportionnelle à la quantité de matière dans le système considéré). Elle est généralement notée {\displaystyle S}, et dans le Système international d'unités elle s'exprime en joules par kelvin (J/K).
La notion d'entropie est introduite en 1865 par Rudolf Clausius dans le cadre du deuxième principe de la thermodynamique classique, d'après les travaux de Sadi Carnot. Clausius montre que le rapport {\displaystyle Q/T}, où {\displaystyle Q} est la quantité de chaleur reçue par un système thermodynamique et {\displaystyle T} sa température thermodynamique, est inférieur ou égal à la variation d'une fonction d’état du système qu'il appelle « entropie ».
La thermodynamique statistique fournit un nouvel éclairage à cette grandeur physique abstraite : elle peut être interprétée comme la mesure du degré de désordre d'un système au niveau microscopique. Plus l'entropie du système est élevée, moins ses éléments sont ordonnés, liés entre eux, capables de produire des effets mécaniques, et plus grande est la part de l'énergie inutilisable pour l'obtention d'un travail, c'est-à-dire libérée de façon incohérente. Ludwig Boltzmann exprime en 1872 l'entropie statistique en fonction du nombre {\displaystyle \Omega } d’états microscopiques, ou nombre de complexions (également nombre de configurations), définissant l’état d'équilibre d'un système donné au niveau macroscopique : {\displaystyle S=k_{\mathrm {B} }\ln \Omega } (formule de Boltzmann, où {\displaystyle k_{B}} est la constante de Boltzmann).
Cette nouvelle définition de l'entropie n'est pas contradictoire avec celle de Clausius. Les deux expressions procèdent de deux points de vue différents, selon que l'on considère le système thermodynamique au niveau macroscopique ou au niveau microscopique.
Au XXe siècle, le concept d'entropie est généralisé et étendu à de nombreux domaines, notamment :
- l'entropie de Shannon dans le cadre de la théorie de l'information en informatique ;
- l'entropie topologique et l'entropie métrique de Kolmogorov-Sinaï, dans le cadre de la théorie des systèmes dynamiques en mathématiques.

## En thermodynamique classique

### Principes de la thermodynamique classique
Le premier principe de la thermodynamique est un principe de conservation. Pour un système thermodynamique donné, il énonce que toute transformation doit se faire de telle sorte que les variations d'énergie interne du système et du milieu extérieur se compensent algébriquement – ce qui équivaut à la conservation de l'énergie totale (somme de celle du système et de celle du milieu extérieur) :
où l'énergie interne {\displaystyle U_{\text{sys}}} du système et celle {\displaystyle U_{\text{ext}}} du milieu extérieur sont comptées algébriquement avec la convention des signes affectant une valeur positive à l'énergie effectivement reçue. Si l'on s'en tient au premier principe, les échanges d'énergie entre le système et le milieu extérieur peuvent avoir lieu dans n'importe quel sens, ce qui contredit l'intuition tirée d'un grand nombre d'observations de la vie quotidienne. Il semble au contraire qu'un grand nombre de transformations couramment observées aient toujours lieu dans un sens déterminé, l'évolution spontanée des systèmes dans le sens contraire n'étant jamais constatée :
- lorsque deux corps n'ayant pas la même température initiale sont mis en contact, le transfert thermique se fait du plus chaud vers le plus froid et à l'équilibre thermique, lorsque les deux corps ont la même température, c'est bien le corps initialement le plus chaud qui s'est refroidi et le plus froid qui s'est réchauffé, pas l'inverse ;
- de même, à une pression atmosphérique normale (1 atm), la glace fond au-dessus de 0 °C en recevant de la chaleur du milieu extérieur – on ne voit jamais la glace transférer son énergie à l'extérieur et ainsi rester solide dans ces conditions de température et de pression ;
- lorsqu'un gaz contenu dans un compartiment est mis en contact avec un autre compartiment préalablement vidé, les molécules de gaz se répartissent de manière homogène entre les deux compartiments – on ne les voit jamais se rassembler spontanément dans l'un des deux en laissant l'autre vide.

Ces observations concernant le sens des transformations spontanées n'entrent pas dans le champ d'application du premier principe. C'est le second principe de la thermodynamique qui en rend compte, à travers les variations de l'entropie, fonction d'état extensive (en cela similaire à l'énergie interne) conçue spécifiquement dans ce but. Le second principe est un principe d'évolution qui introduit la notion d'irréversibilité des phénomènes physiques. Il énonce que toute transformation d'un système thermodynamique donné doit se faire de telle sorte que l'entropie globale augmente, ou à la rigueur reste constante (ce cas limite correspond à une transformation réversible). Autrement dit, les variations d'entropie du système et du milieu extérieur doivent se compenser de telle sorte que leur somme soit positive, ou nulle dans le cas réversible :
où {\displaystyle S_{\text{créée}}} désigne l'entropie créée au cours de la transformation, {\displaystyle S_{\text{sys}}} l'entropie du système et {\displaystyle S_{\text{ext}}} celle du milieu extérieur au système.
En vertu de ce deuxième principe, deux cas peuvent se présenter concernant le signe de la variation d'entropie du système considéré :
- soit il s'agit d'un système isolé, c'est-à-dire qu'il n'échange rien (ni matière, ni aucune forme d'énergie) avec le milieu extérieur, dans ce cas (théorique) l'entropie du milieu extérieur ne varie pas au cours de la transformation ({\displaystyle \Delta S_{\text{ext}}=0}) et donc l'entropie du système lui-même ne peut qu'augmenter, ou à la rigueur rester nulle si la transformation est réversible : {\displaystyle S_{\text{créée}}=\Delta S_{\text{sys}}\geq 0} ;
- soit le système n'est pas isolé (cas d'un système réel qui échange énergie et/ou matière avec l'extérieur), auquel cas son entropie peut éventuellement diminuer au cours de la transformation ({\displaystyle \Delta S_{\text{sys}}<0}) mais alors uniquement sous réserve que l'entropie du milieu extérieur augmente davantage en valeur absolue ({\displaystyle \Delta S_{\text{ext}}\geq |\Delta S_{\text{sys}}|}), de telle sorte que la somme des deux variations reste positive – ou nulle dans le cas réversible.

L'énoncé du second principe ne dit rien de la nature physique de l'entropie. La fonction S n'est considérée à ce stade que comme un objet calculatoire, une quantité algébrique que l'on peut évaluer (dans certains cas favorables cf. infra) pour déterminer si une transformation donnée d'un système donné est spontanément possible. Ce n'est qu'avec l'approche statistique – développée ultérieurement par Maxwell, Gibbs et Boltzmann – que cet objet abstrait a été progressivement relié aux propriétés de la matière à l'échelle microscopique (atomique ou moléculaire) grâce à la célèbre formule de Boltzmann, qui exprime l'entropie en fonction du nombre de micro-états accessibles du système.

### Transformations réversibles et irréversibles
Une transformation affectant un système thermodynamique est dite réversible si elle est quasistatique et s’effectue sans frottement entraînant un phénomène dissipatif de chaleur. Dans ces conditions, la transformation peut être considérée comme étant constituée d’une succession d’états d’équilibre. Si on inverse le sens de la contrainte responsable de la transformation, on repasse par les mêmes états d’équilibre puisqu’il n’y a pas eu de phénomènes dissipatifs. On peut en conséquence modéliser la transformation et décrire parfaitement, à chaque instant, l’état d’équilibre du système. Une transformation réversible est donc un modèle idéal dont on peut se rapprocher, dans les transformations réelles, en s’assurant que la transformation soit très lente, le déséquilibre des variables d'état très faible et en minimisant les frottements. Une transformation réversible qui serait filmée pourrait être projetée à l'envers (c'est-à-dire de la fin au début) sans que la séquence paraisse anormale. C'est par exemple le cas, en première approximation, pour une balle en caoutchouc qui rebondit une fois sur un sol dur, il serait difficile de distinguer si le film est projeté à l'endroit ou à l'envers. Une transformation réversible se traduit par l'égalité :
À l'inverse, les transformations réelles (ou transformations naturelles) sont irréversibles à cause de phénomènes dissipatifs. En toute rigueur, le rebond d'une balle de caoutchouc est accompagné de frottements lors du choc au sol et de frottements lors du déplacement dans l'air, aussi faibles soient-ils ; ces frottements dissipent de l'énergie et, après plusieurs rebonds, la balle finit par s'arrêter. Le film à l'envers serait choquant puisque la balle rebondirait de plus en plus haut. De même dans le cas d'un œuf s'écrasant sur le sol, le film projeté à l'envers montrerait l'œuf brisé se reconstituer puis monter en l'air. On trouve dans cette irréversibilité une manifestation de la flèche du temps. Un système irréversible ne peut jamais spontanément revenir en arrière. L’énergie perdue par le système sous forme de chaleur contribue à l’augmentation du désordre global mesuré par l'entropie. Une transformation irréversible se traduit par l'inégalité :

### Inégalité de Clausius
Considérons un système siège d'une transformation quelconque (par exemple d'une réaction chimique ou d'un changement d'état), posons :
- {\displaystyle P} la pression du système et du milieu extérieur (en équilibre mécanique permanent) ;
- {\displaystyle T} la température du système et du milieu extérieur (en équilibre thermique permanent) ;
- {\displaystyle V_{\text{sys}}} le volume du système ;
- {\displaystyle V_{\text{ext}}} le volume du milieu extérieur ;
- {\displaystyle \delta W} une quantité infinitésimale de travail reçu par le système ;
- {\displaystyle \delta Q} une quantité infinitésimale de chaleur reçue par le système.

On peut donc écrire pour le système :
{\displaystyle \mathrm {d} U_{\text{sys}}=\delta W+\delta Q}
Étant donné le premier principe, on a le bilan énergétique global sur le système et le milieu extérieur :
{\displaystyle \mathrm {d} U_{\text{sys}}+\mathrm {d} U_{\text{ext}}=0}
d'où l'on tire pour le milieu extérieur :
{\displaystyle \mathrm {d} U_{\text{ext}}=-\delta W-\delta Q}
Le système et le milieu extérieur étant supposés former un système global isolé, nous avons la relation sur les volumes :
{\displaystyle \mathrm {d} V_{\text{sys}}+\mathrm {d} V_{\text{ext}}=0}
d'où la variation élémentaire de travail :
{\displaystyle \delta W=-P\,\mathrm {d} V_{\text{sys}}=P\,\mathrm {d} V_{\text{ext}}}
Le travail reçu par le milieu extérieur est donc l'opposé du travail reçu par le système ; de même, la chaleur reçue par le milieu extérieur est l'opposée de la chaleur reçue par le système (règle des signes).
L’entropie est une fonction d’état. Cela veut dire que sa valeur est déterminée dès que l’état d’équilibre du système est établi. Guidé par la vision  de Clausius de l'entropie comme reliée à la quantité de chaleur divisée par la température, on peut définir mathématiquement la variation de l'entropie pour le milieu extérieur, qui n'est le siège d'aucune transformation (pas de réaction chimique, pas de changement d'état…), par {\displaystyle \mathrm {d} S_{\text{ext}}=-{\delta Q \over T}}. Ainsi :
{\displaystyle \mathrm {d} U_{\text{ext}}=-P\,\mathrm {d} V_{\text{ext}}+T\,\mathrm {d} S_{\text{ext}}}
La relation {\displaystyle \mathrm {d} S_{\text{ext}}=-{\delta Q \over T}} est valable si T est la température commune du système et du milieu extérieur. Mais si ces températures sont différentes, Tsys pour le système et Tfront pour la température de la frontière avec le milieu extérieur, la variation d'entropie est :
{\displaystyle \mathrm {d} S_{\text{sys}}=-{\delta Q \over T_{front}}}
Pour une transformation réversible, la création d'entropie étant nulle, nous avons :
{\displaystyle \mathrm {d} S_{\text{sys}}+\mathrm {d} S_{\text{ext}}=0}
{\displaystyle \mathrm {d} S_{\text{sys}}=-\mathrm {d} S_{\text{ext}}}
Pour une transformation irréversible il y a création d'entropie, le bilan entropique est positif :
{\displaystyle \mathrm {d} S_{\text{sys}}+\mathrm {d} S_{\text{ext}}>0}
{\displaystyle \mathrm {d} S_{\text{sys}}>-\mathrm {d} S_{\text{ext}}}
On obtient l'inégalité de Clausius pour les transformations irréversibles :
Du point de vue du système, la variation d'énergie interne vaut :
{\displaystyle \mathrm {d} U_{\text{sys}}=\delta W+\delta Q}
avec {\displaystyle \delta W=-P\,\mathrm {d} V_{\text{sys}}} on peut écrire :
{\displaystyle \mathrm {d} U_{\text{sys}}=-P\,\mathrm {d} V_{\text{sys}}+T\,\mathrm {d} S_{\text{sys}}-\left[T\,\mathrm {d} S_{\text{sys}}-\delta Q\right]}
Dans le cas d'une transformation réversible :
{\displaystyle T\,\mathrm {d} S_{\text{sys}}=\delta Q_{\text{rév}}}
Dans le cas d'une transformation irréversible :
{\displaystyle T\,\mathrm {d} S_{\text{sys}}>\delta Q_{\text{irrév}}}
{\displaystyle T\,\mathrm {d} S_{\text{sys}}-\delta Q_{\text{irrév}}=-P\,\mathrm {d} V_{\text{sys}}+T\,\mathrm {d} S_{\text{sys}}-\mathrm {d} U_{\text{sys}}>0}
Le terme {\displaystyle T\,\mathrm {d} S_{\text{sys}}-\delta Q_{\text{irrév}}>0} a été appelé chaleur non compensée par Clausius.

### Conséquence de l’inégalité de Clausius sur le travail fourni par un système
Considérons une transformation effectuée à la température {\displaystyle T}, qui fait passer un système thermodynamique d’un état initial {\displaystyle A} à un état final {\displaystyle B} d’équilibre. La variation d’entropie du système, associée à cette transformation, peut s'écrire :
{\displaystyle \Delta S_{\text{sys}}=S_{B}-S_{A}}
La transformation peut être réversible ou irréversible. Si la variation de la fonction d'état entropie est la même quel que soit le chemin emprunté, il n’en est pas de même pour la chaleur {\displaystyle Q} et le travail {\displaystyle W} qui dépendent du chemin suivi et seront donc différents : {\displaystyle Q_{\text{rév}}\neq Q_{\text{irrév}}} et {\displaystyle W_{\text{rév}}\neq W_{\text{irrév}}}.
Appliquons le deuxième principe :
- {\displaystyle \Delta S_{\text{sys}}=S_{B}-S_{A}={Q_{\text{rév}} \over T}}
- {\displaystyle \Delta S_{\text{sys}}=S_{B}-S_{A}>{Q_{\text{irrév}} \over T}}

nous obtenons : {\displaystyle Q_{\text{rév}}>Q_{\text{irrév}}}.
Appliquons le premier principe de conservation de l’énergie interne {\displaystyle U} :
{\displaystyle \Delta U_{\text{sys}}=U_{B}-U_{A}=W_{\text{rév}}+Q_{\text{rév}}=W_{\text{irrév}}+Q_{\text{irrév}}}
On déduit que {\displaystyle W_{\text{rév}}<W_{\text{irrév}}}.
Comme vu plus haut, le travail reçu par le milieu extérieur est l'opposé du travail reçu par le système ({\displaystyle -P\,\mathrm {d} V_{\text{ext}}=-\delta W}) ; aussi pour l'extérieur :
{\displaystyle -W_{\text{rév}}>-W_{\text{irrév}}}
On en déduit que le travail utile reçu par le milieu extérieur est plus important lorsque la transformation est réversible que lorsqu'elle est irréversible. La différence est dissipée sous forme de chaleur.
Remarques :
- Les frottements sont une cause importante d’irréversibilité ; la lubrification des pièces en contact et en mouvement dans un ensemble mécanique comme un moteur (conçu pour fournir du travail) permet de les minimiser. Sans lubrification, on observe un échauffement des pièces et une perte de rendement, conséquence de la dissipation d'une partie de l'énergie en chaleur plutôt qu'en travail.
- La vitesse est un facteur d’irréversibilité : la récupération de travail mécanique décroît à mesure que la vitesse d'un véhicule s'accroît. Ainsi, pour une même quantité de carburant, plus un véhicule se déplacera rapidement, plus la distance qu'il pourra parcourir sera réduite.
- Une pile électrique fournit plus de travail électrique si son fonctionnement se rapproche de la réversibilité (faible courant de fonctionnement délivré sous une tension proche de celle de la pile en équilibre, c'est-à-dire non connectée). En revanche si on court-circuite les électrodes, on ne récupère pratiquement que de la chaleur, libérée dans la pile.

## Définition de l'entropie selon la physique statistique
La matière est formée de particules (molécules, atomes, électrons…) en perpétuel mouvement (agitation thermique) exerçant les unes sur les autres une force attractive (interactions) dont l'intensité décroit lorsque leur distance mutuelle augmente. Dans un gaz, cette distance est relativement grande, les interactions sont donc faibles, de sorte que les particules sont libres de se déplacer dans tout le volume qui leur est offert, mais subissent de nombreuses collisions au cours desquelles leur énergie varie. Dans un liquide, les distances mutuelles sont plus petites et les molécules sont moins libres : elles peuvent se déplacer dans tout le volume du liquide mais ne peuvent pas en sortir. Dans un solide, chaque molécule est liée élastiquement à ses voisines et vibre autour d'une position moyenne fixe. Il en résulte que, dans tous les cas, la position et l'énergie de chaque particule sont aléatoires.
La somme des énergies de toutes les particules d'un système thermodynamique donné s'appelle l'énergie interne {\displaystyle U} du système. Lorsque le système est isolé, c'est-à-dire qu'il n'échange ni matière ni énergie avec l'extérieur, on dit que ce système se trouve dans l'ensemble microcanonique. Son état macroscopique est caractérisé par son volume {\displaystyle V} et son énergie interne {\displaystyle U}. Cependant les particules peuvent être disposées dans le volume d'un très grand nombre de façons différentes. De même l'énergie interne peut être répartie sur les particules d'un très grand nombre de façons différentes. Chaque façon de placer les molécules dans le volume et de leur distribuer l'énergie interne s'appelle une configuration microscopique de l'état macroscopique caractérisé par le volume {\displaystyle V} et l'énergie interne {\displaystyle U}. Le nombre de particules étant, dans un système macroscopique, immensément grand (de l'ordre de {\displaystyle 10^{23}}) le nombre {\displaystyle \Omega (U,V)} de ces configurations microscopiques est lui-même immensément grand. On définit alors l'entropie {\displaystyle S} (fonction de {\displaystyle U} et {\displaystyle V}) par :
{\displaystyle {S=k_{\mathrm {B} }\cdot \ln(\Omega )}}
où {\displaystyle k_{\mathrm {B} }=1,381.10^{-23}{\rm {J.K^{-1}}}} s'appelle la constante de Boltzmann.
Cette relation a été proposée par Ludwig Boltzmann vers les années 1870 alors que la notion d’états microscopiques était encore très spéculative (les atomes étaient encore mal connus). Il a été en butte à la moquerie des scientifiques de son époque ce qui l'a vraisemblablement conduit au suicide. Aujourd'hui il est considéré comme le père fondateur de la thermodynamique statistique. Sur sa tombe à Vienne est gravée sa formule à l'origine du concept de l'entropie.
Un système évolue en permanence d'une configuration microscopique à une autre, jusqu'à ce qu'il atteigne l'équilibre. On admet alors le principe fondamental suivant :
| Étant donné un système isolé en équilibre, il se trouve avec des probabilités égales dans chacun de ses micro-états accessibles. |

Cet axiome est l'énoncé le plus profond du deuxième principe de la thermodynamique.
L'entropie jouit de la propriété d'additivité (on dit que c'est une grandeur extensive) :
l'entropie d'un système à l'équilibre est égale à la somme des entropies de chacune de ses parties.
Par exemple si l'on sépare le système en deux parties, d'entropies respectives {\displaystyle S_{1}} et {\displaystyle S_{2}} et ayant pour chacune
des parties {\displaystyle \Omega _{1}} et {\displaystyle \Omega _{2}} configurations, l'entropie globale {\displaystyle S} est égale à {\displaystyle S_{1}+S_{2}}.
D'où :
{\displaystyle S=S_{1}+S_{2}=k_{\mathrm {B} }\cdot \ln(\Omega _{1})+k_{\mathrm {B} }\cdot \ln(\Omega _{2})=k_{\mathrm {B} }\cdot \ln(\Omega _{1}\Omega _{2})=k_{\mathrm {B} }\cdot \ln(\Omega )}
Il s'ensuit que le nombre de configurations du système est {\displaystyle \Omega =\Omega _{1}\Omega _{2}}.

### Équilibre et maximum d'entropie
L'axiome précédent peut être formulé d'une autre manière :
| Un système isolé atteint l'équilibre lorsque son entropie devient maximale. |

Ces deux manières de formuler le principe fondamental de la physique statistique sont équivalentes. La notion d'équilibre est liée à celle de système soumis à des contraintes extérieures. La définition du système est très importante, et on considère ici, que le système se trouve dans l'ensemble microcanonique.

### Exemples de compréhension

#### Entropie et désordre
Il est courant de dire que l'entropie est une mesure du désordre. En effet, considérons par exemple un jeu de 52 cartes et posons-les toutes du même côté (ordre parfait) ; cet état macroscopique ne peut être réalisé que d'une seule façon : {\displaystyle \Omega =1}. Retournons une carte, ce qui est le début du désordre ; mais il y a {\displaystyle \Omega =52} façons de réaliser l'état macroscopique « une seule carte retournée ». Le désordre est maximal quand 26 cartes sont d'un côté et 26 cartes de l'autre côté ; le nombre de configurations microscopiques de cet état de désordre maximal est alors {\displaystyle \Omega ={\binom {52}{26}}\approx } 4,96 × 1014. Dans cet exemple, le nombre de configurations microscopiques (donc l'entropie) est bien une mesure du désordre. Mais il faut être prudent dans l'utilisation de cette notion de désordre, qui est souvent subjective, et lui préférer le nombre {\displaystyle \Omega } de configurations qui est objectif (c'est un nombre).

#### Équilibre et maximum d'entropie
Reprenons le jeu de 52 cartes et supposons qu'on les jette en l'air de telle sorte que chaque carte retombe d'un côté ou de l'autre avec la même probabilité. Si l'on recommence l'opération un grand nombre de fois, les valeurs numériques précédentes montrent que le désordre maximal apparaîtra beaucoup plus souvent que toute autre situation.
Considérons maintenant un gaz dans un récipient de volume {\displaystyle V}. Il comporte non pas 52 molécules mais de l'ordre de {\displaystyle 10^{23}}. Parmi toutes les façons possibles de ranger ces molécules, il y en a un certain nombre qui laissent la moitié du volume vide (ce qui correspond à toutes les cartes du même côté) mais un nombre immensément plus grand pour lesquelles elles sont uniformément réparties dans tout le volume. Comme toutes ces configurations microscopiques sont équiprobables, la répartition uniforme est réalisée immensément plus souvent que toute autre situation, au point qu'elle apparaît
macroscopiquement comme un équilibre stationnaire ; et ceci simplement parce que le nombre de configurations microscopiques, et donc l'entropie, qui lui correspondent ont leur valeur maximale.
L'équilibre d'un système thermodynamique se produit quand son entropie a la valeur maximale compatible avec les contraintes auxquelles il est soumis (ici la contrainte est le volume).

#### Évolution inéluctable vers le désordre
Considérons toujours le jeu de 52 cartes. On les ordonne en les rangeant par ordre décroissant de valeur, de l’as au 2 dans chaque couleur ; les couleurs étant rangées dans l’ordre suivant : trèfle, carreau, cœur et pique. Avec cette contrainte définissant l'ordre parfait, il n'existe qu'une seule configuration ordonnée : Ω = 1. L'entropie définie selon Boltzmann serait alors égale à :
{\displaystyle S=k_{\mathrm {B} }\ln \Omega =0} (le système est parfaitement ordonné)
Combien y a-t-il d'arrangements possibles des cartes dans le jeu, c'est-à-dire de configurations ?
{\displaystyle \Omega =52!} (factorielle de 52) ≈ 8 × 1067
On constate alors que les configurations désordonnées sont extrêmement majoritaires par rapport à la configuration ordonnée.
Supposons maintenant que l'on fasse évoluer le système ordonné en battant le jeu toutes les secondes. Existe-t-il une chance de revenir à l'état initial ordonné ?
En supposant que toutes les configurations (il y en a 8 × 1067) ont la même probabilité et que chaque configuration n'apparaisse qu'une fois (contrainte arbitraire pour évaluer le temps), pendant 1 seconde. Il faudrait battre le jeu pendant 8 × 1067 s, soit 2,5 × 1051 milliards d’années pour décrire toutes ces configurations et ainsi revenir à l’état ordonné. Ce que l'on peut dire, c'est que si cette contrainte arbitraire n'est pas posée, le temps d'attente moyen avant le retour de la configuration initiale possède une valeur bien définie (une espérance) et que ce temps devrait être de l'ordre du nombre de configurations, multiplié par le temps entre deux tirages (cf. Loi de Poisson). On peut donc conclure avec certitude, que la probabilité de revenir à l'état ordonné sera quasi nulle.
Réfléchissons maintenant sur une mole de gaz parfait dans les conditions normales de température et de pression. Le nombre de particules NA = 6,022 140 76 × 1023 est énorme. À l'inverse du jeu précédent où chaque carte est unique et définie par un seul paramètre, chaque particule de gaz est définie par trois paramètres de position spatiale et un paramètre d'énergie (agitation thermique). Le nombre de configurations ou complexions est faramineux. Néanmoins, grâce à la thermodynamique statistique, il a été possible de le calculer dans le cas d'un gaz parfait pris dans les conditions normales (volume molaire de 22,4 L) :
{\displaystyle \Omega =10^{5\;10^{24}}}
De plus, il faut remarquer qu’avec l'agitation thermique, le système est en perpétuel changement. Bien évidemment les configurations désordonnées sont les plus nombreuses. Ce sont ces configurations désordonnées qui occupent la majorité du temps et définissent l’état d’équilibre du système à l’échelle macroscopique.
On pourrait faire la comparaison avec un tableau postimpressionniste de la période pointilliste (voir Georges Seurat ou Paul Signac). Quand on s'approche du tableau, on devine tous les différents points de couleur mais quand on s'éloigne suffisamment on a une vision d'ensemble qui est largement influencée par les points de couleur les plus nombreux.
L’application de la formule de Boltzmann permet de ramener la valeur de l'entropie à notre échelle :
{\displaystyle S=k_{\mathrm {B} }\ln \Omega =k_{\mathrm {B} }\ln(10^{5\;10^{24}})}
Constante de Boltzmann : kB = R/NA = 1,380 649 × 10−23 J K−1
{\displaystyle S} = 159 J K−1. C’est l’entropie d’une mole de gaz parfait dans les conditions normales.
À zéro kelvin, l'agitation thermique s'arrête, le gaz se trouve alors dans l'état fondamental de plus basse énergie. Deux cas sont possibles :
- Si l'état fondamental est non-dégénéré, il n’y a plus qu'une configuration et l'entropie est nulle : {\displaystyle S} = 0.
- Si l'état fondamental est dégénéré, il existe en général un nombre fini d'états dégénérés. Si g est ce nombre, l'entropie prend sa valeur minimale pour {\displaystyle S}0 = kB ln g.

#### Énergie et entropie
Cet exemple est directement issu de la théorie cinétique des gaz développée par Ludwig Boltzmann. Simplement, au lieu d'associer une vitesse à chaque particule, on associe une énergie.
Considérons un système de N particules. On suppose que chaque particule i possède une énergie εi ≥ 0 multiple de δ et que les particules peuvent échanger deux à deux de l'énergie de façon conservative. Par exemple :
si la particule 1 d'énergie 5 δ et la particule 2 d'énergie 103 δ échangent 3 δ, de 2 vers 1
alors après l'échange la particule 1 a l'énergie 8 δ et la particule 2 l'énergie 100 δ.
Les échanges étant conservatifs, l'énergie totale du système est constante :
{\displaystyle E=\sum _{i}\epsilon _{i}=\mathrm {cste} .}
L'état microscopique du système est constitué des quantités d'énergie de chaque particule. L'état macroscopique du système ne dépend que du nombre de particules dans chaque niveau d'énergie. En effet, au niveau macroscopique peu importe que ce soit la particule i qui ait un niveau d'énergie k et la particule j un niveau 1, ou l'inverse, i au niveau l et j au niveau k.
Soit Nk le nombre de particules d'énergie εk = k δ. La multiplicité du système est définie par le nombre de permutations de particules entre les niveaux d'énergie préservant le nombre de particules dans chaque niveau :
{\displaystyle \Omega ={\frac {N!}{N_{1}!N_{2}!N_{3}!...}}.}
L'entropie du système {\displaystyle S} est définie comme proportionnelle au logarithme de la multiplicité Ω. En utilisant la formule de Stirling d'approximation des factorielles pour les grands nombres
{\displaystyle {\frac {S}{N}}\sim -k_{\mathrm {B} }\sum _{k}{\frac {N_{k}}{N}}\ln {\frac {N_{k}}{N}}=-k_{\mathrm {B} }\sum _{k}p_{k}\ln p_{k}}
où pk = Nk/N est la probabilité qu'une particule appartienne au niveau d'énergie k et où kB est la constante de Boltzman.
La distribution de probabilités qui maximisent l'entropie suit une loi exponentielle, dite distribution de Boltzmann :
{\displaystyle P(\epsilon _{k})=c\,\exp(-\epsilon _{k}/k_{\mathrm {B} }T),}
avec la température proportionnelle à l'énergie moyenne {\displaystyle T={\frac {E}{k_{\mathrm {B} }N}}} et c une constante normalisatrice.
En partant d'une distribution quelconque d'énergie initiale, par exemple toutes les particules avec la même énergie εi = 1000 δ, et en laissant évoluer le système tel qu'aléatoirement les particules échangent de l'énergie de façon conservative, la distribution des particules dans les niveaux d'énergie converge vers la loi exponentielle P qui maximise l'entropie. Un système isolé qui suit la loi maximisant l'entropie est dit à l'équilibre.
Ces équations modélisent aussi bien la distribution d'énergie entre les molécules d'un gaz échangeant de l'énergie cinétique lors de chocs que la distribution de monnaie entre des agents échangeant de la monnaie contre des biens et des services dans un système économique (voir éconophysique) .
Remarque : L'expression de la multiplicité du système Ω ci-dessus accepte toutes les répartitions possibles des N particules dans les différents états d'énergie, donc ces différentes répartitions n'ont pas toutes la même énergie totale. Autrement dit, la répartition de Boltzman ne maximise pas l'entropie à énergie totale constante. La répartition de Boltzman maximise l'entropie, sachant que l'entropie, l'énergie totale et la température varient conjointement selon la relation {\displaystyle {\frac {\partial E}{\partial S}}=T}, et sachant que par définition {\displaystyle {\frac {E}{N}}=\sum _{k}p_{k}\epsilon _{k}}.[réf. nécessaire]

## Remarques d’ordre général
L'intuition commune comprend déjà difficilement le concept d'énergie, cette grandeur qui, pour un système isolé, a la propriété de se conserver indéfiniment. Autrement surprenant est le concept d'entropie. Pour le même système isolé, l'entropie, dans le meilleur des cas, restera constante, mais en dehors de ce cas très théorique des transformations réversibles, elle ne fera que croître indéfiniment.
Une diminution d'entropie pour un système est néanmoins possible, si l’augmentation de l’entropie du milieu extérieur fait plus que compenser la diminution d’entropie du système. Le bilan reste conforme à la deuxième loi de la thermodynamique : une augmentation globale de l'entropie assimilée à une création d'entropie. Démontrons-le dans le cas d'un système composé d'un vase contenant de l'eau liquide que l'on place à l'air libre à −10 °C soit 263 K. L'eau gèle à 0 °C (273 K) à la pression atmosphérique, et tant qu'il y a coexistence de glace et d'eau liquide cette température de changement d'état reste constante et égale à 273 K. La chaleur de solidification de l'eau : Lsolide est négative (c'est l'opposé de la chaleur de fusion qui est positive), ainsi que l'entropie de solidification {\displaystyle \Delta S_{\text{syst}}={L_{\text{solide}} \over 273}<0}. En revanche, la chaleur est reçue par le milieu extérieur et change de signe ({\displaystyle -L_{\text{solide}}}) ; milieu extérieur dont la température n'est pas affectée par l'échange avec le système beaucoup plus petit (notion de source de chaleur). Elle reste constante et égale à 263 K. La variation d'entropie du milieu extérieur est alors égale à :
ΔSext = –Lsolide / 263 > 0.
Calculons alors le bilan entropique :
ΔSsyst + ΔSext = (Lsolide / 273) + (–Lsolide / 263) = Lsolide (1/273 – 1/263).
Comme Lsolide < 0, il s'ensuit que le bilan est positif et l'entropie créée sera d'autant plus grande que l'écart des températures sera grand, ainsi que l'irréversibilité qui va de pair. Si la température du milieu extérieur était très proche de 273 K, on se rapprocherait d'une transformation réversible et le bilan entropique serait proche de zéro. En toute rigueur, le changement de température entre le système et le milieu extérieur n'est pas brutal. Au voisinage de la paroi séparant le système du milieu extérieur, la température varie de façon continue entre 273 K et 263 K. On dit qu'il y a un gradient de température, phénomène intimement associé à la notion d'irréversibilité.
L'expression « degré de désordre du système » introduite par Boltzmann peut se révéler ambiguë. En effet, on peut aussi définir l'entropie comme une mesure de l'homogénéité du système considéré. L'entropie d'un système thermique est maximale quand la température est identique en tout point. De même, si on verse un liquide colorant dans un verre d'eau, l'entropie du système coloré sera maximale quand, à la suite du mélange, la couleur du contenu sera devenue uniforme. L'entropie d'un tableau parfaitement lisse et blanc est maximale et ne contient aucune information visible. Si on y ajoute un point coloré, l'entropie diminue et une information a été ajoutée. Ceci illustre pourquoi, à la naissance de la théorie de l'information, la quantité d'information contenue dans un système était appelée « néguentropie ». Tout système isolé, siège d'une agitation aléatoire, tend spontanément à s'homogénéiser de manière irréversible. C'est pourquoi la notion d'entropie, telle qu’elle est définie par la physique statistique, a été utilisée en théorie de l'information par Claude Shannon au début des années 1950 pour mesurer la perte d'information. Voir aussi l'article détaillé Entropie de Shannon.
Dans le cadre de sa théorie sur l'évaporation des trous noirs, le physicien Stephen Hawking a proposé d'associer une entropie aux trous noirs. En effet, la création et l'annihilation de particules virtuelles à proximité de l'horizon d'un trou noir provoqueraient un rayonnement électromagnétique et une perte de masse du trou noir, d'où le terme « évaporation ». À ce rayonnement, on associe une température et une entropie. L'évaporation des trous noirs reste à être vérifiée expérimentalement.

## Étymologie
Le mot entropie a été inventé par Clausius, qui justifie son choix dans Sur diverses formes des équations fondamentales de la théorie mécanique de la chaleur (1865) :

« Je préfère emprunter aux langues anciennes les noms des quantités scientifiques importantes, afin qu'ils puissent rester les mêmes dans toutes les langues vivantes ; je proposerai donc d'appeler la quantité {\displaystyle S} l'entropie du corps, d'après le mot grec ἡ τροπή / hē tropḗ une transformation. C'est à dessein que j'ai formé ce mot entropie, de manière qu'il se rapproche autant que possible du mot énergie ; car ces deux quantités ont une telle analogie dans leur signification physique qu'une analogie de dénomination m'a parue utile. »

## Pour en savoir plus

### Approche thermodynamique de Carathéodory (1908)
Dès la fin du XIXe siècle, la thermodynamique développée initialement pour les machines thermiques fut appliquée avec succès aux phénomènes électriques et magnétiques, aux changements d'états et aux réactions chimiques. C'est pourquoi l'introduction traditionnelle de l'entropie fondée sur l'étude des machines thermiques cycliques fut critiquée au début du XXe siècle pour son manque de généralité, notamment par Born. Stimulé par cette critique, Carathéodory a remplacé en 1908 cette approche par un traitement purement axiomatique fondé sur les propriétés d'intégrabilité des formes différentielles de Pfaff.
En prenant comme postulat de sa thermodynamique d'équilibre qu'il existe des états inaccessibles par voie adiabatique dans le voisinage de tout état d'équilibre donné, Constantin Carathéodory démontre l'existence (locale) d'une fonction entropie. En termes techniques, Carathéodory démontre que la forme différentielle « transfert thermique élémentaire » δQ admet un facteur intégrant 1/T définissant la température thermodynamique, c'est-à-dire que :
{\displaystyle {\frac {\delta Q}{T}}=\mathrm {d} S}
est une différentielle exacte, propriété des fonctions d'état.
Pour voir le lien avec le postulat, on remarque que tous les états accessibles par voie adiabatique (δQ = 0) à partir d'un état initial Ei sont alors nécessairement situés sur la surface isentropique S = S (Ei) = cste. Il existe donc des états inaccessibles par voie adiabatique, à savoir tous ceux qui ne sont pas situés sur cette surface. Le théorème de Carathéodory établit la réciproque non triviale : s'il existe des états inaccessibles par voie adiabatique, alors il existe un facteur intégrant, et donc une fonction d'état entropie (cf. le livre de Rocard).
Cette présentation axiomatique reçut à l'époque un accueil enthousiaste de Born, Landé, Chandrasekhar, et Buchdahl, mais son orientation mathématique a rebuté nombre de physiciens, et elle est restée relativement confidentielle jusqu'à ce qu'elle soit simplifiée à la fin des années 1950 par L. A. Turner, Francis Sears, et Peter T. Landsberg.

### Approche thermodynamique de Lieb-Yngvason (1997)
En 1997, Lieb et Yngvason ont proposé une nouvelle démonstration de l'existence de l'entropie en thermodynamique d'équilibre qui ne fait appel ni aux machines thermiques, ni à la température, ni aux concepts plus quotidiens de « chaud » et de « froid » (et encore moins à la physique statistique). Leur approche est fondée sur la notion d'états d'équilibres « accessibles par voie adiabatique » (i.e. dans l'esprit de Carathéodory), mais où leur notion d'accessibilité adiabatique est définie - dans l'esprit de Planck (1926) - de façon purement mécanique à travers le déplacement d'un poids, sans référence au concept de transfert thermique. Dans cette approche, la température apparait à la fin comme une dérivée partielle de l'entropie, une fois que la différentiabilité de cette fonction a été démontrée.